# Hans Girtzig
Hans Otto Gustav Girtzig, född 23 april 1905, var en tysk SS-Scharführer, delaktig i Aktion T4 och Operation Reinhard.

## Biografi
Girtzig blev 1933 medlem i Schutzstaffel (SS). 
I september 1939 inleddes officiellt Nazitysklands så kallade eutanasiprogram Aktion T4, inom vilket psykiskt och fysiskt funktionshindrade personer mördades. I december samma år placerades Girtzig på eutanasianstalten (NS-Tötungsanstalt) i Grafeneck. Där kom han att bland annat handha kremeringen av mördade patienter. Han var även posterad på anstalten i Hartheim.
I juli 1942 kommenderades Girtzig till förintelselägret Bełżec, som hade tagits i bruk fyra månader tidigare och var ett läger inom Operation Reinhard, nazisternas massmord på Generalguvernementets judar. Girtzig råkade i gräl med lägrets kommendant Christian Wirth och blev bestraffad av denne.
Operation Reinhard avslutades i november 1943 och Girtzig förflyttades tillsammans med en rad andra SS-män till norra Italien för att bland annat bekämpa jugoslaviska partisaner. Girtzig uppgav senare att Christian Wirth, Gottfried Schwarz, Franz Reichleitner och Karl Gringers hade skjutits ihjäl i strid med partisaner.

### Efter andra världskriget
År 1963 ställdes Girtzig och åtta andra SS-män inför rätta vid Bełżecrättegången. Domstolen ansåg dock att Girtzig hälsotillstånd – han hade multipel skleros – inte tillät någon rättegång och han frisläpptes.